# شينيا آبي
شينيا آبي (باليابانية: 阿部　晋也) هو مدرب كيرلنغ ‏ ياباني، ولد في 6 يناير 1980 في كيتامي في اليابان.

## وصلات خارجية
- شينيا آبي على موقع الاتحاد الدولي للكرلنغ (الإنجليزية)
- شينيا آبي على موقع أوليمبيديا (الإنجليزية)